# 平衡環架

三軸的平衡環架組，中心金黃色的圓盤得以保持朝上的轉軸作自轉。

平衡環架（英語：Gimbal）為一具有樞紐的裝置，使得一物體能以單一軸旋轉。由彼此垂直的樞紐軸所組成的一組三只平衡環架，則可使架在最內的環架的物體維持旋轉軸不變，而應用在船上的陀螺儀、羅盤、飲料杯架等用途上，而不受船體因波浪上下震動、船身轉向的影響。另外，有些攝影用雲台也利用到平衡環架，使得攝影時畫面較穩定。
用在固定羅盤的平衡環架用常稱為卡爾丹諾式懸吊（Cardan suspension），以義大利數學家暨物理學家傑洛拉莫·卡爾丹諾（1501–1576）為名，因為他對平衡環架作出詳細的描述。不過卡爾丹諾並不是平衡環架的發明者，他也未如此聲稱。平衡環架自古即出現，很難歸因於誰的發明。